# جباري سميث جونيور
جباري سميث جونيور (مواليد 13 مايو 2003) هو لاعب كرة سلة أمريكي يلعب في مركز لاعب هجوم قوي الجسم.

## روابط خارجية
- جباري سميث جونيور على موقع إن بي أي (الإنجليزية)
- جباري سميث جونيور على موقع سبورتس رفرنس (الإنجليزية)
- جباري سميث جونيور على موقع كلية كرة السلة في سبورتس رفرنس.كوم (الإنجليزية)
- جباري سميث جونيور على موقع ريلجم (الإنجليزية)
- جباري سميث جونيور على موقع بروبوليرز (الإنجليزية)